# Granja do Torto

Mapa indicando a delimitação, em vermelho, do Setor Habitacional Torto, bem como sua ocupação

O Setor Habitacional Torto é um setor de Brasília, no Distrito Federal. Possui uma área de 341,5 hectares. Limita-se a norte e a oeste com o Parque Nacional de Brasília, a leste com o Ribeirão do Torto e ao sul com a DF-003 e uma área destinada à implantação do Polo Capital Digital. O setor abriga a Residência Oficial do Torto, domicílio pertencente ao presidente da República e que herdou seu nome, a Cidade Digital e o Parque de Exposições do Torto.

## Características
De baixa densidade populacional, possui, de acordo com o Governo do Distrito Federal (GDF), uma capacidade máxima de 5.174 unidades habitacionais e 17.075 habitantes. A altura máxima permitida para as edificações, conforme disposições do Instituto do Patrimônio Histórico e Artístico Nacional (Iphan), é de 15 metros. Além das áreas públicas, o SHTorto possui ocupações residenciais, com características urbanas distintas, sendo:
- A Vila Operária e a Vila dos Técnicos são ocupações mais antigas, com origem no assentamento dos funcionários da Residência Oficial do Torto;[5]
- A Vila Weslyan Roriz, um núcleo urbano localizado próximo à entrada do Parque de Exposições;[5]
- A Rua dos Eucaliptos, onde foram construídos lotes residenciais próximos ao acesso à Residência Oficial;[5]
- O Condomínio Mini Granja do Torto, área de propriedade particular, localizada no norte do setor, e habitada predominantemente por população de média e alta renda.[1]

## Histórico

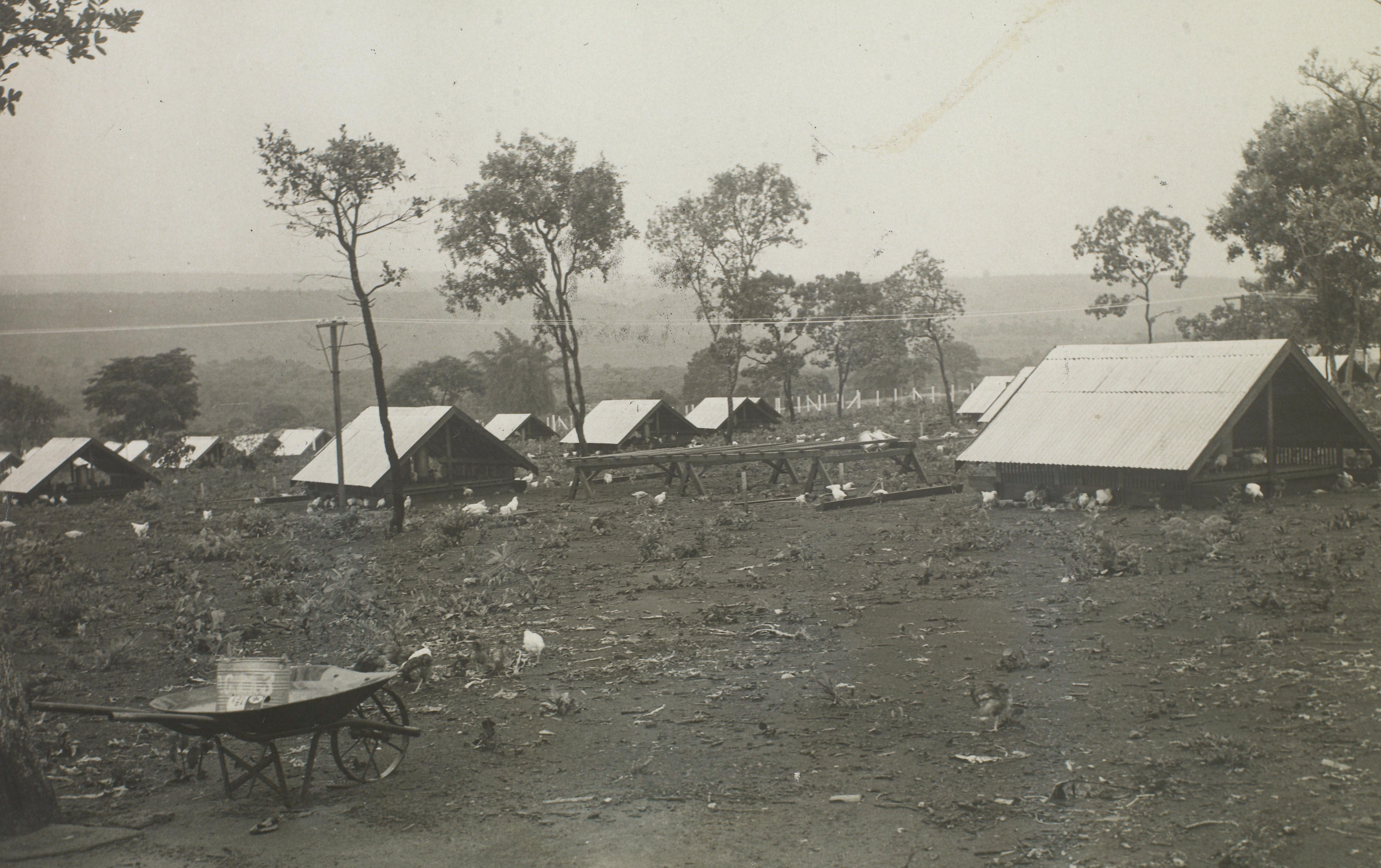
A granja que originou o nome da Granja do Torto nos primeiros anos de Brasília.

Em 2016, um relatório publicado pela Secretaria de Estado de Gestão do Território e Habitação do Distrito Federal ressaltou a região mantinha uma "fragilidade ambiental em virtude de sua proximidade com o Parque Nacional de Brasília e a existência de parcelamentos urbanos irregulares consolidados no interior do Setor." Em 2017, o governo do Distrito Federal estabeleceu um acordo que garantiu a permanência na região de alguns moradores irregulares, suspendendo um processo de reintegração de posse e assegurando às famílias o direito de ali permanecer.

#### Granja do Torto
A Novacap, Companhia Urbanizadora da Nova Capital, decidiu que os quatro membros de sua diretoria morariam em locais preparados para abastecer Brasília. 

O primeiro morador do local foi o diretor financeiro Íris Meinberg e na sua residência foi construída uma granja para o fornecimento de ovos e galinhas à capital. O nome granja se manteve e a Residência Oficial do Torto também é chamada Granja do Torto.